# Ryan Dolan
Ryan Dolan (Strabane, 1985. július 22. –) egy északír származású ír énekes. Ő képviselte Írországot a 2013-as Eurovíziós Dalfesztiválon az Only Love Survives című dalával. Először az első elődöntőben adta elő a dalát Malmőben. Az elődöntőben a szakmai zsűrik és a telefonos szavazás közös eredménye alapján bejutott a fesztivál döntőjébe, ahol az utolsó, huszonhatodik helyen végzett 5 ponttal. Debütáló albuma Frequency címmel 2013. május 13-án jelent meg.

## Diszkográfia

### Albumok
- 2013: Frequency

### Kislemezek
- 2013: Only Love Survives
- 2014: Start Again
- 2014: Fall To The Floor